# Potenslag (statistik)

"Den långa svansen", ett exempel på potenslag som visar popularitet med ett fåtal som står för den större delen av populariteten. Även känd som 80/20-regeln.

Potenslag är en egenskap av vissa sannolikhetsfördelningar som innebär att frekvensen av en storhets värde är exponentiellt avtagande med värdet. Exempelvis kan man visa att antalet städer i en viss storlek minskar med storleken och att detta följer en potenslag. Enligt potenslagen ger en viss relativ förändring i storlek alltid samma relativa förändring i frekvens oavsett vilken storlek man utgår ifrån. En halvering av storlek på stad ger enligt potenslagen alltid samma ökning i procent av antalet städer. 
Potenslagen förekommer på många håll i naturen som exempelvis antalet jordbävningar och deras styrka, storlek på organismer och så vidare.

## Exempel på potenslagsfördelningar
- Paretoprincipen (kontinuerlig)
- Zetafördelningen (diskret)
- Yule–Simonfördelningen (diskret)
- T-fördelningen
- Zipfs lag, och dess generalisering Zipf-Mandelbrot. (Avser rankningsfrekvens.)
- Den långa svansen